# Nisída Tsimintíri
Nisída Tsimintíri är en ö i Grekland.   Den ligger i prefekturen Kykladerna och regionen Sydegeiska öarna, i den sydöstra delen av landet, 160 km sydost om huvudstaden Aten. Arean är 0,13 kvadratkilometer.
Terrängen på Nisída Tsimintíri är platt. Öns högsta punkt är 10 meter över havet. 